# José Luis Casaseca
José Luis Casaseca y Silván (Salamanca, 25 de agosto de 1800-Barcelona, 8 de octubre de 1869) fue un químico industrial, profesor y científico español.

## Biografía
Nacido en la ciudad de Salamanca en 1800, en 1826 identificó la thenardita, un mineral descubierto en las Salinas Espartinas por Rafael de Roda, al que bautizó en honor a Louis Jacques Thénard, de quien había sido alumno. En 1827 tomó posesión de la cátedra de Química del Real Conservatorio de Artes, en Madrid. Sin embargo se sentiría frustrado por el bajo nivel tecnológico y científico del país, expresando admiración en cambio por el modelo inglés. Hacia 1832-1833 fue nombrado director de la Real Fábrica de Gas. Decidió emigrar a Cuba a finales de 1836, cuando la isla era todavía una colonia española. Allí sería fundador del Instituto de Investigaciones Químicas, en La Habana.